# Вулиця Дніпрової Чайки (Київ)
Ву́лиця Дніпрової Чайки — вулиця в Оболонському районі міста Києва, селище ДВС. Пролягає від Дніпроводської вулиці до кінця забудови.

## Історія
Вулиця виникла в 1950-х роках в процесі забудови селища ДВС під назвою Проїзд «Г», назву вулиця Клари Цеткін набула 1958 року. 
У довіднику «Вулиці Києва» 1995 року була наведена в переліку вулиць, провулків і площ, що зникли в 2-й половині 1970–90-х років у зв'язку зі знесенням старої забудови, переплануванням місцевості або виключенням назви з ужитку. Разом з тим, вулиця не зазнала змін, і в 2010-x роках вона знову з'явилася в офіційних документах міста: її було включено до офіційного довідника «Вулиці міста Києва» та містобудівного кадастру.
2022 року перейменовано на честь української письменниці Дніпрової Чайки